# Кринум широколистный
Кри́нум широколи́стный (лат. Crinum latifolium) — вид луковичных растений рода Кринум (Crinum) семейства Амариллисовые (Amaryllidaceae).

## Ботаническое описание
Луковица округлая, 15—20 см в диаметре, с короткой шейкой.
Листья многочисленные, ремневидные, тонкие, зелёные, 60—100 см длиной и 7—11 см шириной.
Соцветие — зонтик с 10—20 цветками на очень коротких цветоножках; трубка околоцветника изогнутая, зелёная, 7—11 см длиной; зев горизонтально расположенный и такой же длины, как и трубка; лепестки удлинённо-ланцетные, до 30 см шириной (посередине), с нижней стороны красноватые. Цветёт в августе—сентябре.

## Распространение
Встречается в Азии (Китай, Индия, Бангладеш, Шри-Ланка, Лаос, Мьянма, Таиланд, Вьетнам).

## Практическое использование
Выращивается в холодных оранжереях как красиво цветущее растение.